# 鈴木大拙

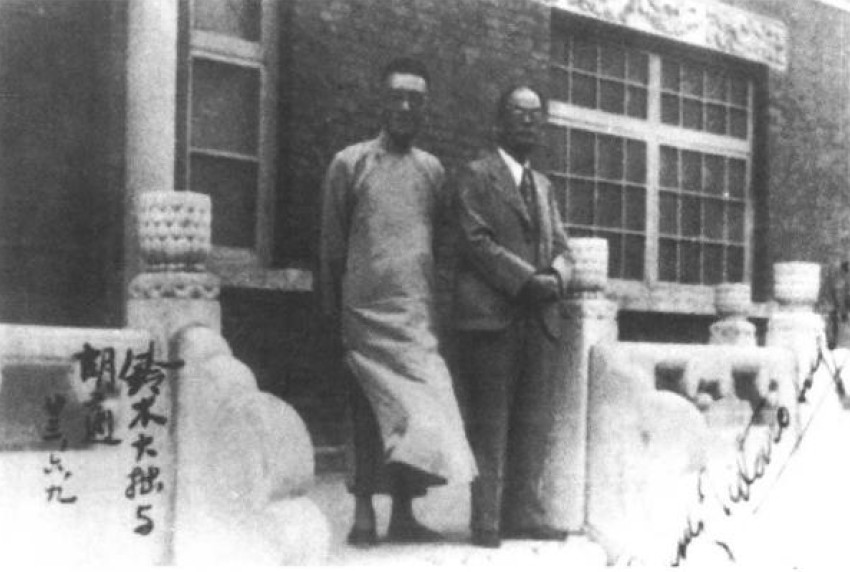
铃木大拙1934年访华期间与胡适合影

鈴木大拙（日语：／ Suzuki Daisetsu ?，1870年10月18日—1966年7月12日)，本名貞太郎（日语：／ Teitarō ?），日本佛學學者，法號大拙。石川縣金澤市人。

## 生平
鈴木大拙在學校時主修英語，多次前往美國。1911年又前往英國，介紹大乘佛教與禪學。1921年任大谷大學教授，1933年將《楞伽經》譯成英語。1934年訪問中國，與胡適有論戰佛学禅宗，是当时中日文化界大事，有「世界禪者」之譽。曾於1963年被提名諾貝爾和平獎。
主要思想主張之一為「自己作主」。著作有《般若經之哲學與宗教》、《華嚴之研究》、《禪的研究》、《禪的諸問題》、《禪思想史研究》、《中國古代哲學史》、《佛教與基督教》。學者指出，《般若經之哲學與宗教》「為整個思考上，帶來一大革命。」